# توبی استیونز
توبی استیونز (انگلیسی: Toby Stephens؛ زادهٔ ۲۱ آوریل ۱۹۶۹) یک هنرپیشه اهل بریتانیا است. وی از سال ۱۹۹۲ میلادی تاکنون مشغول فعالیت بوده‌است.
 وی در نویسندگی، رادیو و تئاتر نیز فعالیت می‌کند.
از فیلم‌ها یا برنامه‌های تلویزیونی که وی در آن نقش داشته‌است، می‌توان به سریال‌ها و فیلم‌های اورلاندو، روزی دیگر بمیر، گاوچران‌های فضا، مارپل آگاتا کریستی، رابین‌هود، جین ایر ،پوآرو، ناپلئون، شارپ، ایمان، دخترعمو بت، آنگین، عکاسی از پریان و بادبان‌های سیاه اشاره کرد.